# Henry Le Bœuf
Henry Le Bœuf (Schaarbeek, 23 april 1874 - Vorst, 29 januari 1935) was een Belgisch bankier en muziekmecenas en -criticus.

## Biografie

### Familie
Henry Le Bœuf was een zoon van Paul Le Bœuf, inspecteur-generaal bij Financiën, en Julie Vanderghem. Hij trouwde in 1900 met Louise Thys (1878-1949), dochter van Albert Thys, koloniaal officier en industrieel en vertrouweling van koning Leopold II in de Onafhankelijke Congostaat. Ze kregen drie zoons en een dochter. Zijn kinderen en kleinkinderen trouwden allen adellijk of in rijke families.
- Pierre Le Bœuf (1901-1950) trouwde met gravin Régine d'Oultremont (1909-2005), een zus van kunstenares Anne de Liedekerke.
- Marie Le Bœuf (1902-1989) trouwde met graaf Henri d'Hanins de Moerkerke (1881-1963), burgemeester van Houtain-le-Val. Hun dochter Monique trouwde met Pierre Nieuwenhuys, een achterkleinzoon van Ernest Solvay.
- Jacques Le Bœuf (1904-1975) trouwde met Jacqueline Graux (1906-1993), dochter van Charles Graux, secretaris van koningin Elisabeth, en kleindochter van Charles Graux, advocaat, hoogleraar en politicus. Hun dochter Micheline trouwde met Amaury de Marchant et d'Ansembourg, zoon van Victor de Marchant et d'Ansembourg, kamerheer van de groothertog van Luxemburg, en kleinzoon van graaf Amaury de Marchant et d'Ansembourg, en hun dochter Françoise trouwde met Michel de Mévius, kleinzoon van Eugène de Mévius.

Hij woonde op het kasteel van zijn schoonvader in Dalhem.

### Zakenman
Hij behaalde in 1898 het diploma van doctor in de rechten aan de Université libre de Bruxelles. Na zijn studies werkte hij bij de bankgroep van Édouard Empain. Na zijn huwelijk ging hij werken voor zijn schoonvader. Le Bœuf begon bij de directie van Magasins généraux du Congo. In 1901 was hij medeoprichter van Crédit foncier d'Extrême-Orient, waarvan hij jarenlang gedelegeerd bestuurder was. In 1909 werd hij bestuurder van de Compagnie du Congo pour le commerce et l'industrie en twee jaar later van de Banque d'Outremer en de Compagnie maritime belge du Congo. In 1928 werd Le Bœuf gedelegeerd bestuurder van de Compagnie immobilière du Congo. Datzelfde jaar fuseerde de Banque d'Outremer met de Société générale de Belgique, waarop hij bestuurder van deze nieuwe groep werd.

### Muziek

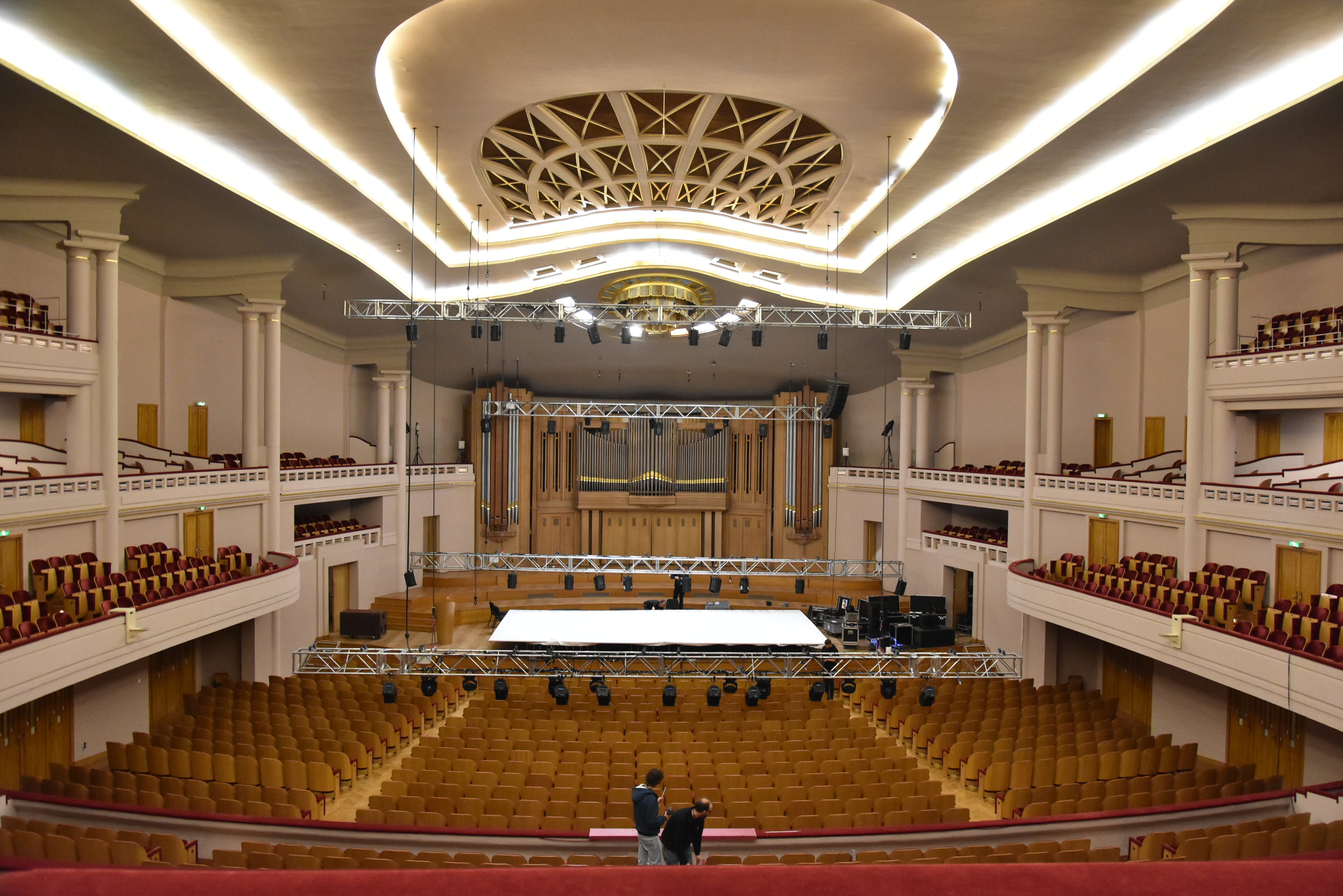
De Zaal Henry Le Bœuf in het Paleis voor Schone Kunsten

Onder het pseudoniem Henry Lebroussart schreef Le Bœuf muziekkritieken in het tijdschrift L'Art moderne van Octave Maus en in L'Indépendance belge.
Vanaf 1918 leidde hij de Concerts populaires de Bruxelles.
Met de steun van koningin Elisabeth en Adolphe Max, burgemeester van Brussel, was hij als promotor betrokken bij de bouw van het Paleis voor Schone Kunsten. Na afwijzing door de regering van een eerste project voorgesteld door Victor Horta richtten Le Bœuf en Max de Société Palais des Beaux-Arts op. In 1928 werd het Paleis voor Schone Kunsten ingehuldigd, waarvan hij gedelegeerd bestuurder was.
Le Bœuf was lid van de toezichtscommissie van het Koninklijk Conservatorium Brussel, bestuurder van de Fondation musicale Reine Élisabeth en voorzitter van de raad van bestuur van de Revue musicale de Paris.

## Eerbetoon
- De grote concertzaal van het Paleis voor Schone Kunsten, sinds 2002 gekend als Bozar, draagt zijn naam.[1]
- Albert Roussel droeg zijn Quatuor à cordes en ré majeur, opus 45 aan hem op.
- Koning Albert I benoemde hem tot Commandeur in de Kroonorde.